# Hong Myong-hui (Fußballspielerin)

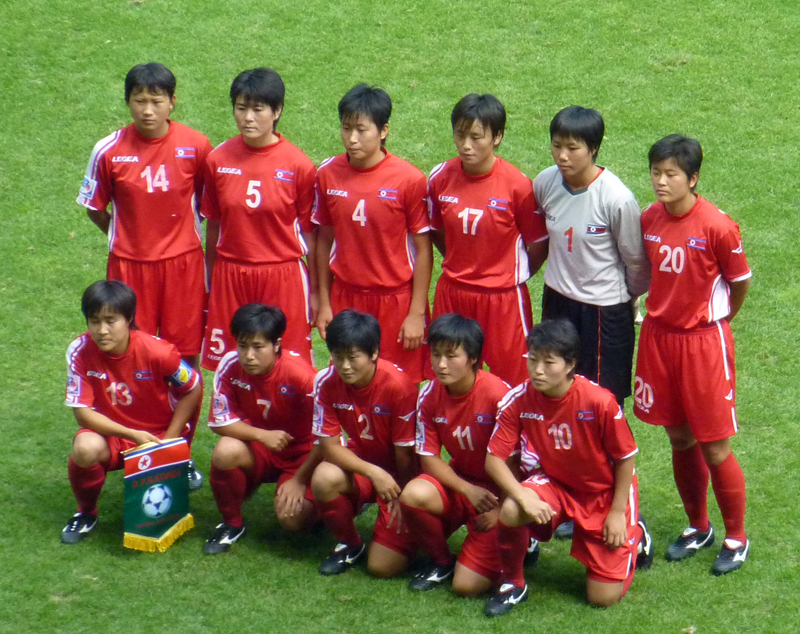
Hong 2010 beim U20-WM-Spiel gegen Schweden (Trikot-Nr. 1)

Hong Myong-hui (* 4. September 1991) ist eine nordkoreanische Fußballspielerin. Die Torhüterin ist nordkoreanische Nationalspielerin.
Hong spielt beim 25. April Sports Club. Sie gewann mit Nordkorea die Asienmeisterschaft 2008 und die U-17-Weltmeisterschaft 2008, wobei sie zur drittbesten Torhüterin des Turniers gewählt wurde. Bei der U-20-Weltmeisterschaft 2010 erreichte Nordkorea das Viertelfinale, wo man gegen den Gastgeber und späteren Weltmeister Deutschland ausschied. Im selben Jahr war sie Stammtorhüterin bei der Asienmeisterschaft, wo Nordkorea im Finale erst im Elfmeterschießen gegen Australien verlor, und bei den Asienspielen, wo das Endspiel gegen Japan verloren ging. Bei der Weltmeisterschaft 2011 in Deutschland bestritt sie alle drei Spiele. Dann wurde sie aber bei einer Dopingkontrolle positiv auf anabole Steroide getestet und für 18 Monate gesperrt. Nach ihrer Sperre wurde sie wieder in die Nationalmannschaft berufen. So nahm sie am Algarve-Cup 2014 teil und gewann mit Nordkorea die Goldmedaille bei den Asienspielen 2014.